# Hristo Botev
Hristo Botev (Христо Ботев), (Kalofer, 1848. – Stara Planina, 1. lipnja 1876.), bio je bugarski borac za slobodu i pjesnik. 
Hristo Botev bio je sin školskog učitelja. Protjeran je iz gimnazije u Odesi 1865. i živio je avanturistički zajedno s drugim mladim bugarskim emigrantima, uglavnom u rumunjskim gradovima. Tijekom kraćeg vremena obnašao je dužnost školskog učitelja. Također je pisao i pjesme. Botev je radio i kao glumac, slovoslagač, urednik a izdavao je dvoje revolucionarne socijalističke novine. U proljeće 1876. imao je jednu od vodećih ulogu u travanjskoj pobuni, neuspjelom pokušaju pobune protiv Osmanskog Carstva, kada gine 1. lipnja.
Botev je slavljen u Bugarskoj kao mučenik za slobodu. Njegovi politički spisi su imali veliki utjecaj. Borio se i protiv utjecaja grčkog svećenstva u Bugarskoj. Snaga njegove pisane riječi bila je u sarkazmu i gorkoj satiri, dajući osnove bugarskoj prozi koja je bila u nastanku u tom vremenu. Većina pjesama koje je Botev napisao su poluherojske, patriotske liričke pjesme napisane u tonu bugarske narodne poezije. Njegova najpoznatija djela su Hadž Dimitar i Mojoj majci. 